# Vojtěch Cepl

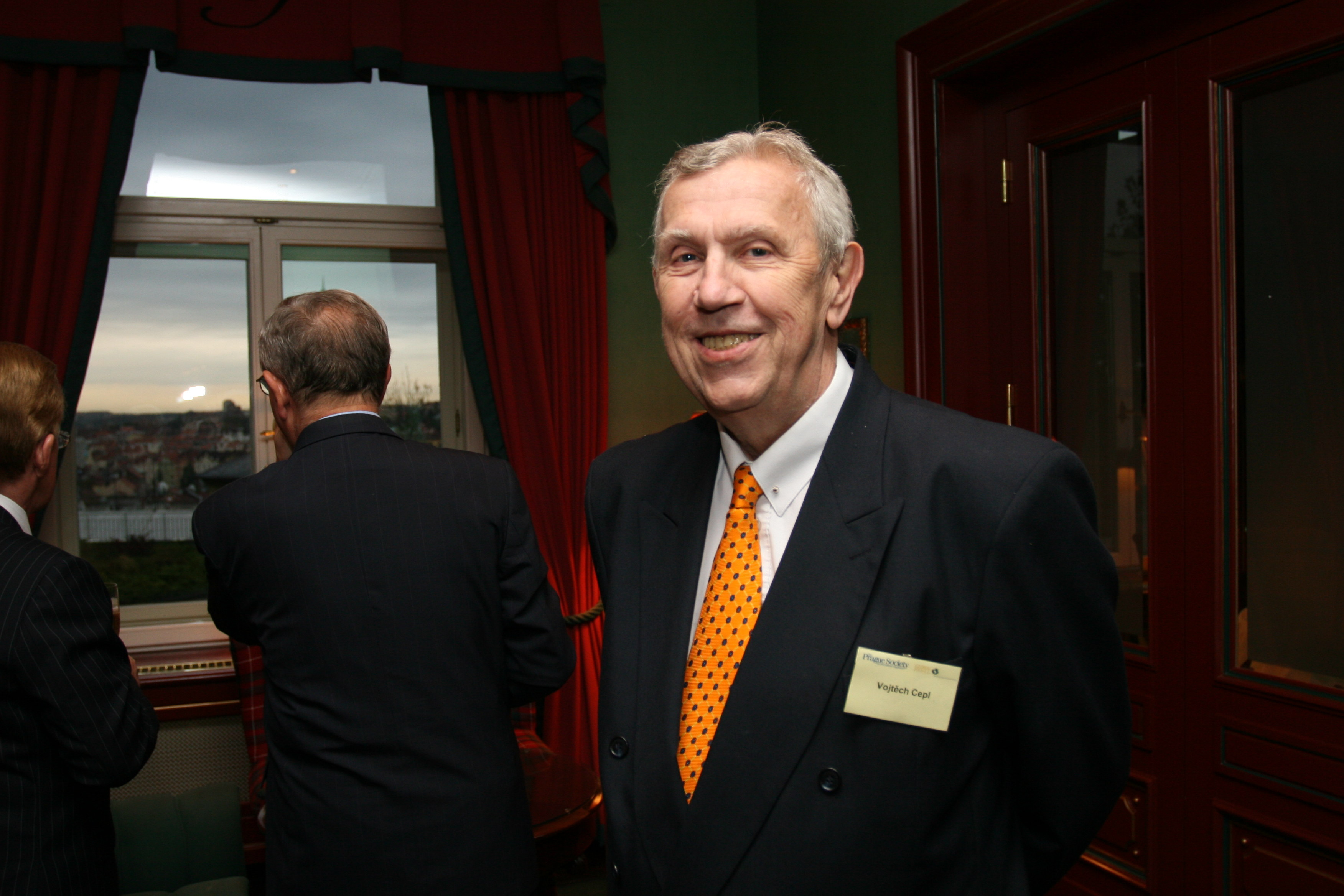
Vojtěch Cepl (2007)

Vojtěch Cepl (Praag, 16 februari 1938 - aldaar, 21 november 2009) was een Tsjechisch jurist en grondwetspecialist.
Cepl studeerde aan de rechtsgeleerdheid aan de Karelsuniversiteit Praag en doceerde vervolgens onder meer internationaal recht aan deze universiteit. Van 1993 was hij rechter bij het Grondwettelijk Hof van de Tsjechische Republiek en was een der auteurs van de nieuwe grondwet van Tsjechië.